# Hirofumi Matsuda
Hirofumi Matsuda –en japonés, 松田 博文, Matsuda Hirofumi– es un deportista japonés que compitió en judo. Ganó dos medallas en el Campeonato Mundial de Judo en los años 1965 y 1967.

## Palmarés internacional
| Campeonato Mundial | Campeonato Mundial              | Campeonato Mundial | Campeonato Mundial |
| Año                | Lugar                           | Medalla            | Categoría          |
| ------------------ | ------------------------------- | ------------------ | ------------------ |
| 1965               | Río de Janeiro (Brasil)         | Medalla de oro     | –68 kg             |
| 1967               | Salt Lake City (Estados Unidos) | Medalla de plata   | –63 kg             |